# Ali Azayku
Ali Sidqi Azaykou (Tachelhit: Ɛli Azayku; 1942–2004) foi um poeta, historiador, linguista e filósofo de origem berbere marroquino.
Azaykou influenciou os movimentos culturais berberes durante os anos 70 e 80.